# 時枝城
時枝城（ときえだじょう）は、大分県宇佐市下時枝にあった日本の城。宇佐神宮弥勒寺の寺務方であった時枝氏の居城。

## 概要
戦国時代には時枝平太夫が城主となっていた。平太夫は反大友氏の急先鋒で、毛利氏や秋月氏らと呼応してたびたび反乱を起こしている。豊臣秀吉による九州平定の際には真っ先に豊臣氏に降伏し、その案内役を務めるとともに、時枝城を黒田孝高に提供した。時枝氏が黒田氏の家臣となって筑前国に移ってからは廃城となり、のちに時枝陣屋がおかれた。